# Мирчо Попов
Мирчо Петков Попов (Аспарух) е хасковски просветен деец, учител и съучредител на местния Революционен комитет.
Мирчо Попов е роден през 1840 г. в град Казанлък. Започва учителска кариера, като преподава в родния си град, а след това и в Одрин. Когато се премества и заживява в Хасково, се жени за колежката си Мария Стоилова. Като активен участник при основаването на Революционен комитет е избран за негов заместник-председател. Покрай тази си дейност обикаля Хасковско и води пропагандна дейност срещу местните гръкомани. В неговия дом редовно се провеждат заседания на комитета в присъствието на другия заместник Атанас Узунов, а понякога и на Васил Левски. За тази своя дейност е осъден на заточение в Диарбекир, откъдето успешно се измъква през 1876 г.
На 20 април 1877 г. се записва като опълченец и постъпва в Пета опълченска дружина, втора рота. След Руско-турската война от 1877 – 1878 г. се завръща в Хасково, където е избран за член на Общинския съвет. Членува и в дружество „Единство“. През 1879 г. установява връзка с Капитан Петко войвода и го кани да защитава града и околията от разбойниците на Станислас Сенклер.
Мирчо Попов е избран за народен представител в Учредителното събрание във Велико Търново. По-късно работи дейно по организирането на Съединението. След смъртта на съпругата си се мести в Стара Загора. По някое време след това е назначен за севлиевски и ловчански окръжен управител. Кметува и в град Казанлък.
Мирчо Попов почива на 27 януари 1926 г. в Стара Загора.